# Jon Cortaberría
Jon Cortaberría Eguiluz (San Sebastián, 20 maggio 1982) è un ex cestista spagnolo di origine basca, professionista nella Liga ACB.

## Palmarès
- Copa Princesa de Asturias: 1

Palencia: 2015